# Aspatria Island
Aspatria Island är en ö i Australien. Den ligger i delstaten Queensland, omkring 810 kilometer nordväst om delstatshuvudstaden Brisbane. Arean är 0,50 kvadratkilometer. Den sträcker sig 1,3 kilometer i nord-sydlig riktning, och 0,8 kilometer i öst-västlig riktning.
Savannklimat råder i trakten. Genomsnittlig årsnederbörd är 1 718 millimeter. Den regnigaste månaden är mars, med i genomsnitt 423 mm nederbörd, och den torraste är september, med 13 mm nederbörd.